# Bílá Třemešná
Obec Bílá Třemešná (německy Weiß Tremeschna, v letech 1939–1945 Ahlkirschen) se nachází v okrese Trutnov, kraj Královéhradecký. Žije zde přibližně 1 400 obyvatel. Bílá Třemešná patří mezi jednu z nejvíce obydlených obcí v regionu Královédvorsko.

## Historie
Ves a plebán Leo u jejího kostela se připomínají již roku 1270, tehdy se ves nazývala Weykersdorff superior, nebo Wikerivilla podle svého majitele, český název byl odvozen až o dvě století později.
Nejstarší historická zmínka o Bílé Třemešné je z doby okolo roku 1238. Jméno obce pochází od střemchy (staročesky črěmcha, třěmcha), přívlastek „bílá“ je odvozen od světlého pískovce, typického pro tuto oblast. Nejvýznamnějšími památkami jsou římskokatolický kostel v románském slohu, založený koncem 16. století a stará farní budova v empírovém stylu.
Obec střídala v průběhu staletí mnoho majitelů, kteří obývali třemešenskou tvrz. V 15. a 16. století vládl v Bílé Třemešné vladycký rod Třemešenských ze Železna. Roku 1594 koupil obec Adam Zilvár z Pilníkova a přestavěl tvrz na renesanční zámek. Ani zámek se ale nezachoval. Harrachové, poslední šlechtičtí majitelé Bílé Třemešné, již na třemešenském zámku nebydleli, ten pustl a nakonec jej dal František Antonín Harrach roku 1865–1866 rozbořit.
Počátek největšího hospodářského rozkvětu obce se datuje na přelom 19. a 20. století. Většinu pracujícího obyvatelstva tvořili průmysloví dělníci, zaměstnaní převážně jako tkalci a skláři. Podomácku se vyráběly skleněné perly, fungovaly zde místní cihelna, obchody se dřevem, výroba lyží.

## Pamětihodnosti
- Památník Jana Amose Komenského
- Kostel svatého Jakuba
- Pomník Jana Amose Komenského
- Pomník obětem 1. a 2. světové války
- Fara

## Části obce
- Bílá Třemešná
- Nové Lesy

## Základní sídelní jednotky
- Bílá Třemešná, Nové Lesy, Filířovice, Aleje

## Okolí
- Les Království a vodní nádrž Les Království
- Vrchol Zvičina
- Lázně pod Zvičinou

## Sport
Sportovní aktivity v obci zajišťuje tělovýchovná jednota Sokol.